# 雨傘革命的藝術
雨傘運動的藝術指的是為抒發追求民主市民的真普選特首訴求而創作的藝術作品。大多數實物的藝術作品都位於這三個主要佔領區即是金鐘、銅鑼灣和旺角，一些概念是來自香港以外的地區。

## 地標

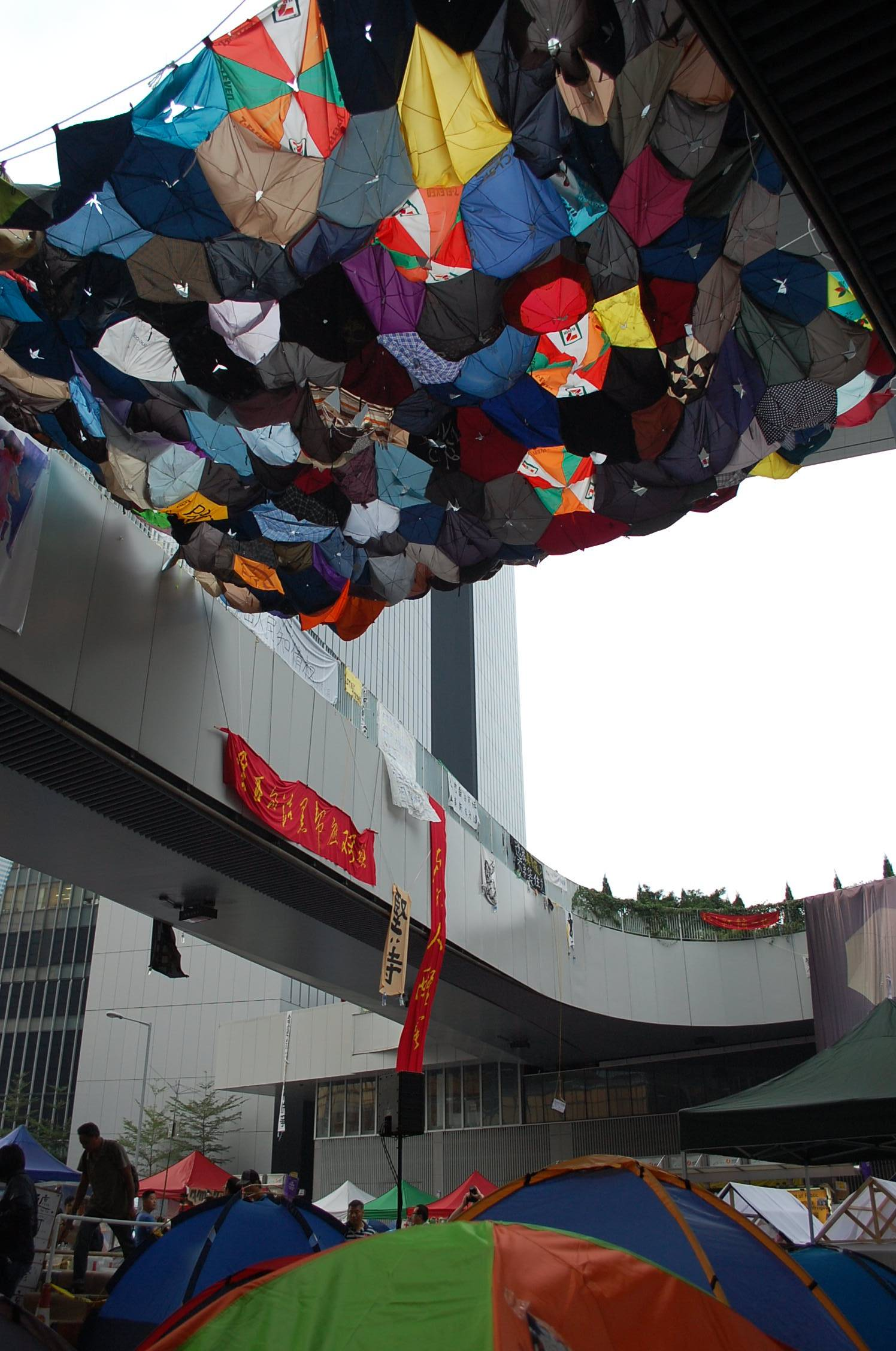
雨傘藝術倒掛在兩橋之間
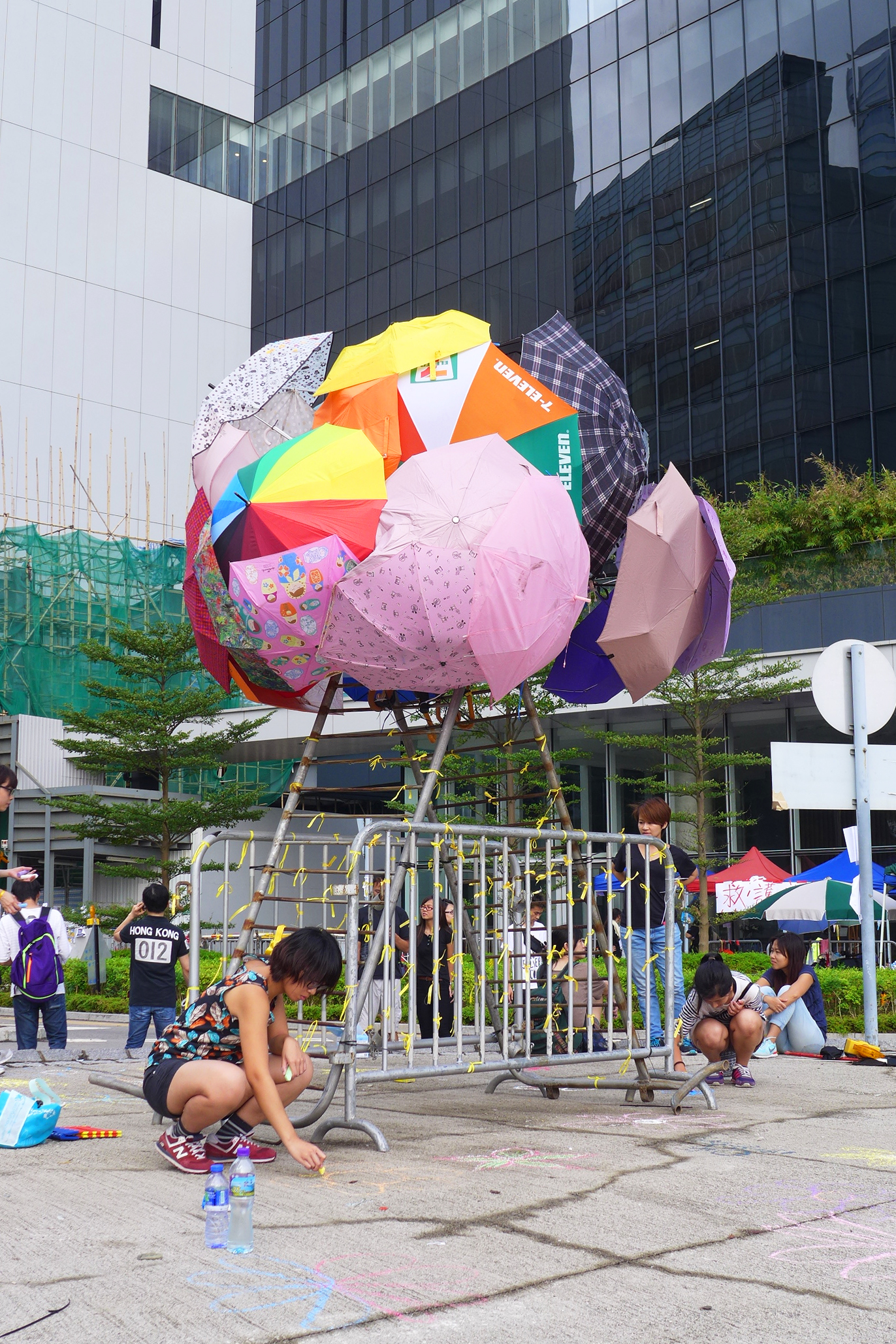
有學生在添美道中央創作以雨傘為主題的藝術品

## 紀念品
一名無名氏設計了雨傘運動第45日紀念封，紀念雨傘運動於2014年11月11日進入第45日。
該名無名氏印制了500個紀念封，當中約450個分配給三個佔領區的物資站，用作派發給捐贈物資的市民，物資站義工及救傷站義工。其餘約50個則以15元至50元出售，所得之款項用作補貼是次印制紀念封的費用。

## 雕像
「雨傘人」雕像由一班藝術工作者於2014年10月初用多天時間製作，其中一個創作者的名片寫著藝術工作者Milk，為一個10英尺（3米）高的木製雕像。創作者表示，這並不是神像，也不是抗爭道具，只是一件藝術品。雕像於2014年10月5日起放置金鐘政府總部近連儂牆樓梯旁，迅速成為佔領運動的主要圖像之一，其照片刊登在多張報紙的頭版，並分享在世界各地的網站。有媒體更將此雕像聯想1989年北京天安門的民主女神雕像。其後亦有藝術家製作較微型的「雨傘人」雕像。
目前雕像已經由「雨傘運動藝術存庫」存放。

夏慤村內的「雨傘人」雕像
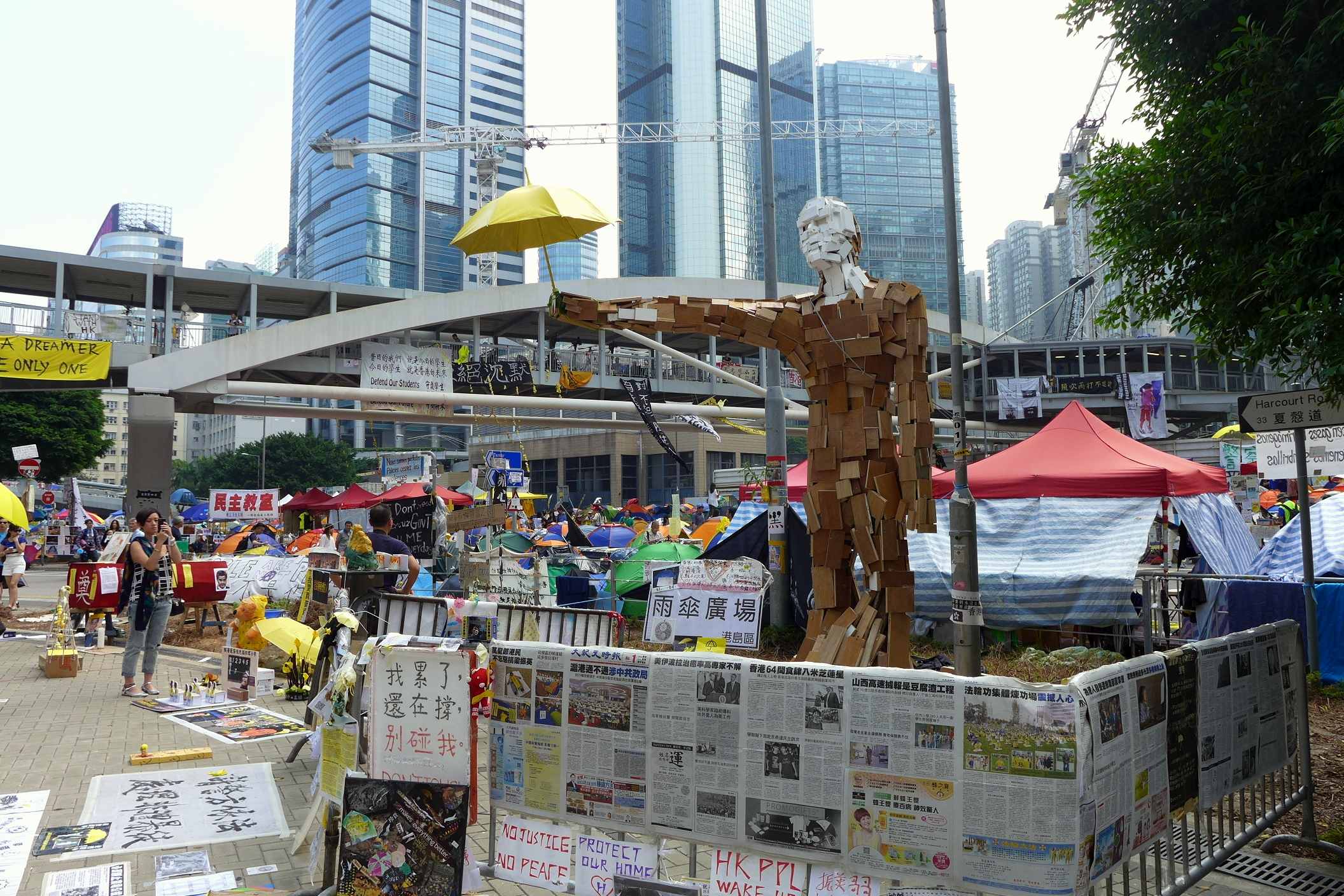
「雨傘人」雕像
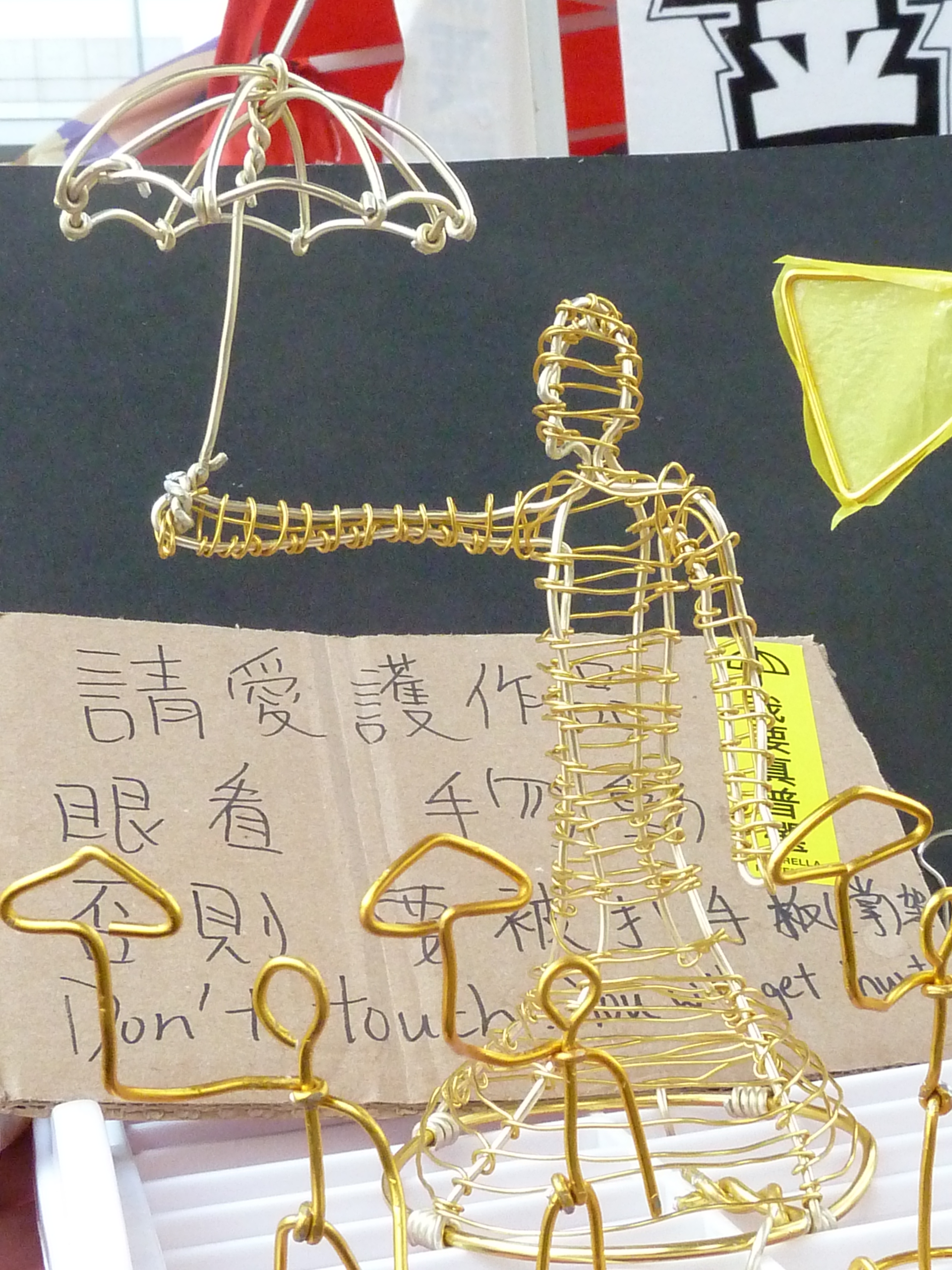
用鐵線製作的雕像

## 留言板
夏慤村及雨傘廣場內的每一個可用的牆壁或垂直空間均已裝飾著市民創作的海報和鼓勵的留言。在9月29日起，佔領區街上的路障以至在佔領區內的巴士被市民用作臨時搭建的留言板，其中旺角佔領區內的巴士在短時間內佈滿市民的留言。
而銅鑼灣佔領區的「銅箱」是該佔領區的連儂牆及物資存放區，讓市民用紙張上留言，並用繩張貼在街燈位置。

### 連儂牆
位於金鐘政府總部往平台的灰黑的石牆樓梯更成為了著名的「連儂牆香港」，由6位20歲的大專生負責，他們帶着幾疊便條紙，寫上對民主的渴望，貼在政總樓梯的石牆。10月1日第1晚幅牆只贴有几張紙，到第二晚的留言已經多到數以千計，至12月14日結束。市民可用多種顏色的便條紙寫上留言，全是群眾心聲。留言內容主要以中文及英語為主，亦有其他國際語言，如韓文及日文。反映了香港是國際都會。連儂牆內容包括港人要真正的民主及普選、要求特首梁振英下台以至一些鼓勵佔領者的說話，並反對警方處理佔領運動時手法暴力。《時代》雜誌更形容它是「Color of dissent」（異議的顏色）。
到晚上，由媒體藝術家Jason設置的「佔中打氣機」會啟動，透過網頁收集回來，30,000多句來自世界70個國家網民的打氣說話，運用投影機投射到政府總部連儂牆外的石牆。藝術家稱該行動純屬自發，投影機及發電機都是由朋友義借，希望支持學生。該藝術品於2015年獲瑞士人權藝術組織頒發年度首獎，將於國際人權電影節展出。

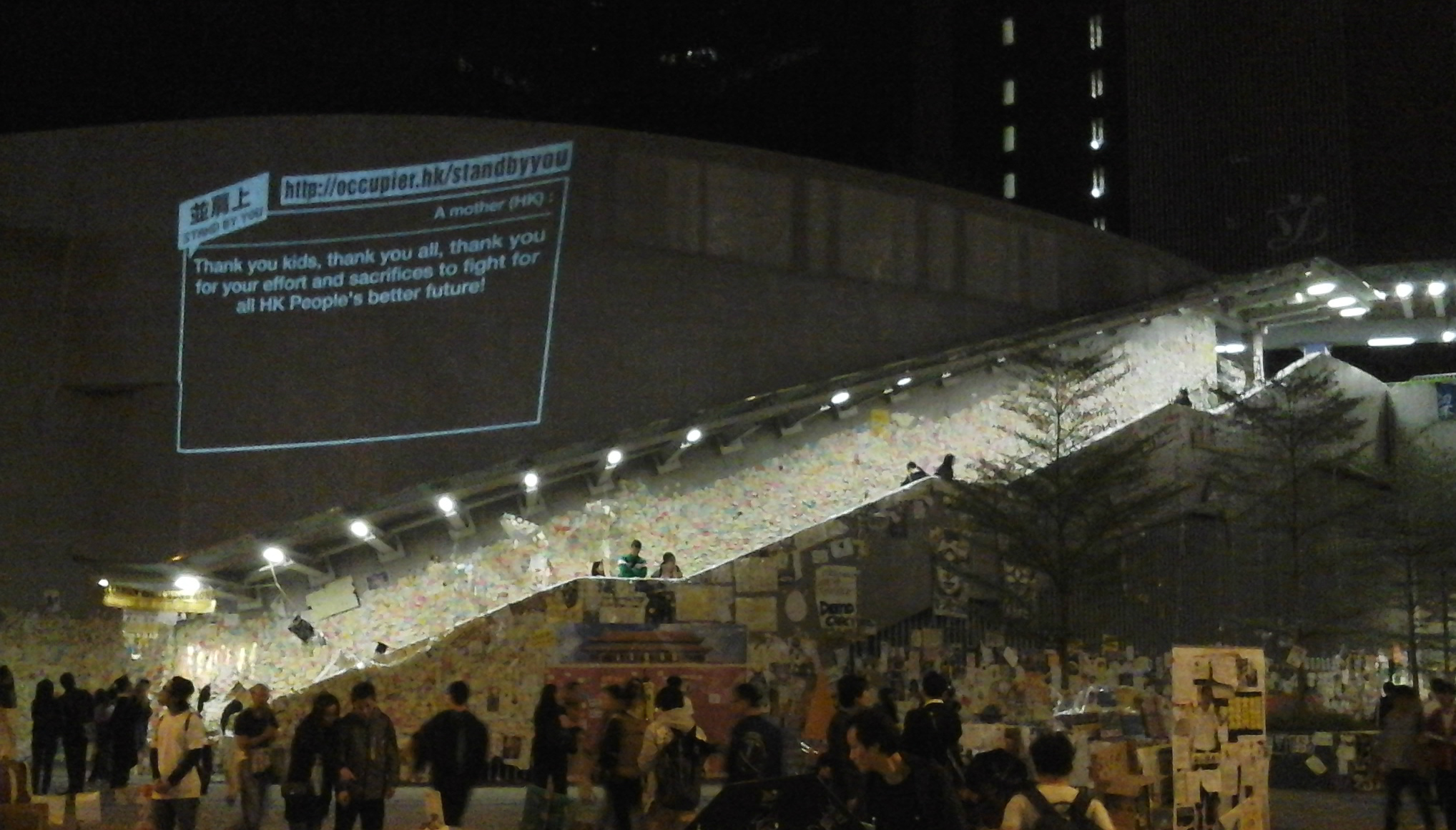
在晚上會啟動的「佔中打氣機」
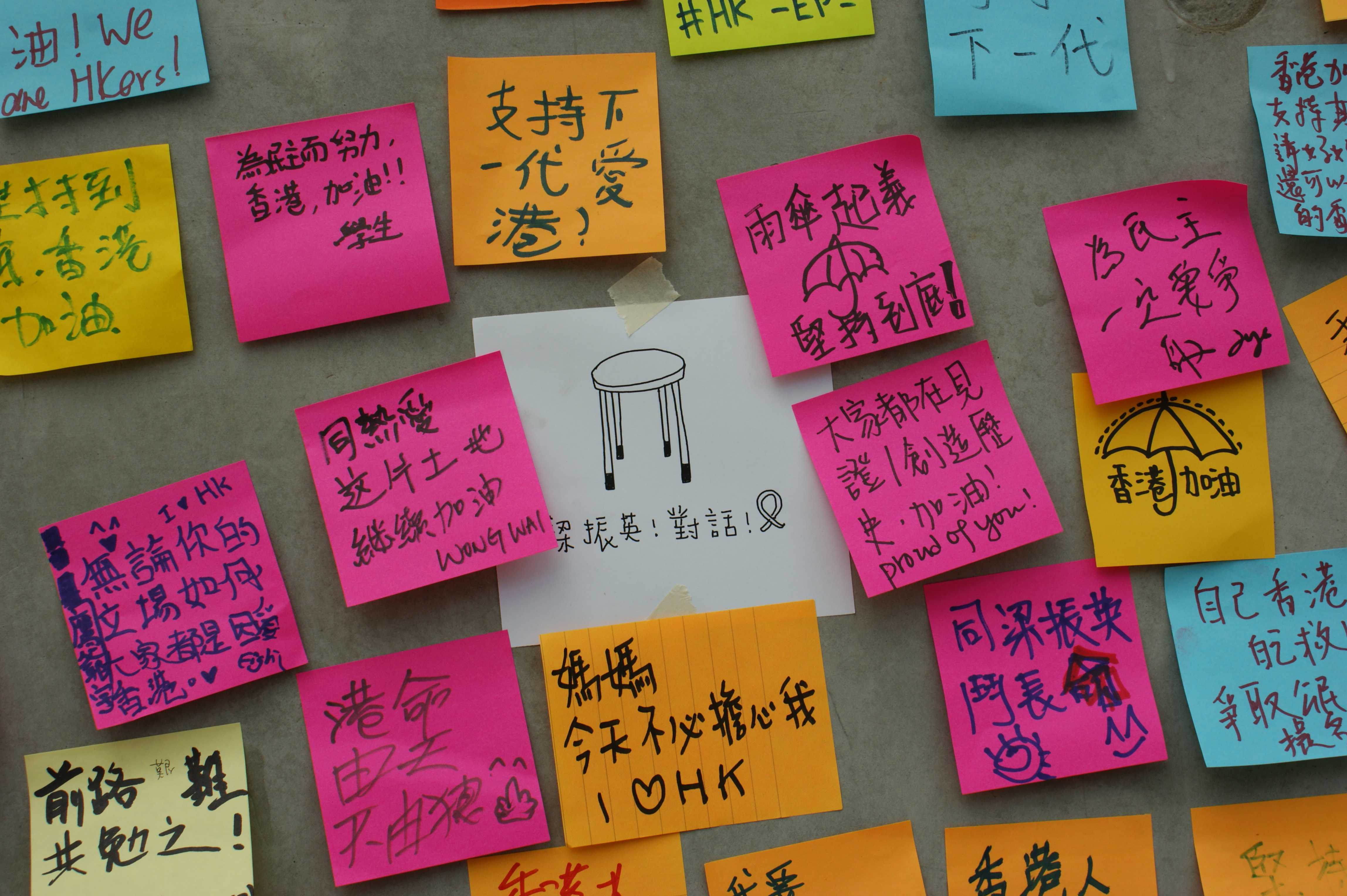
「連儂牆香港」留言板
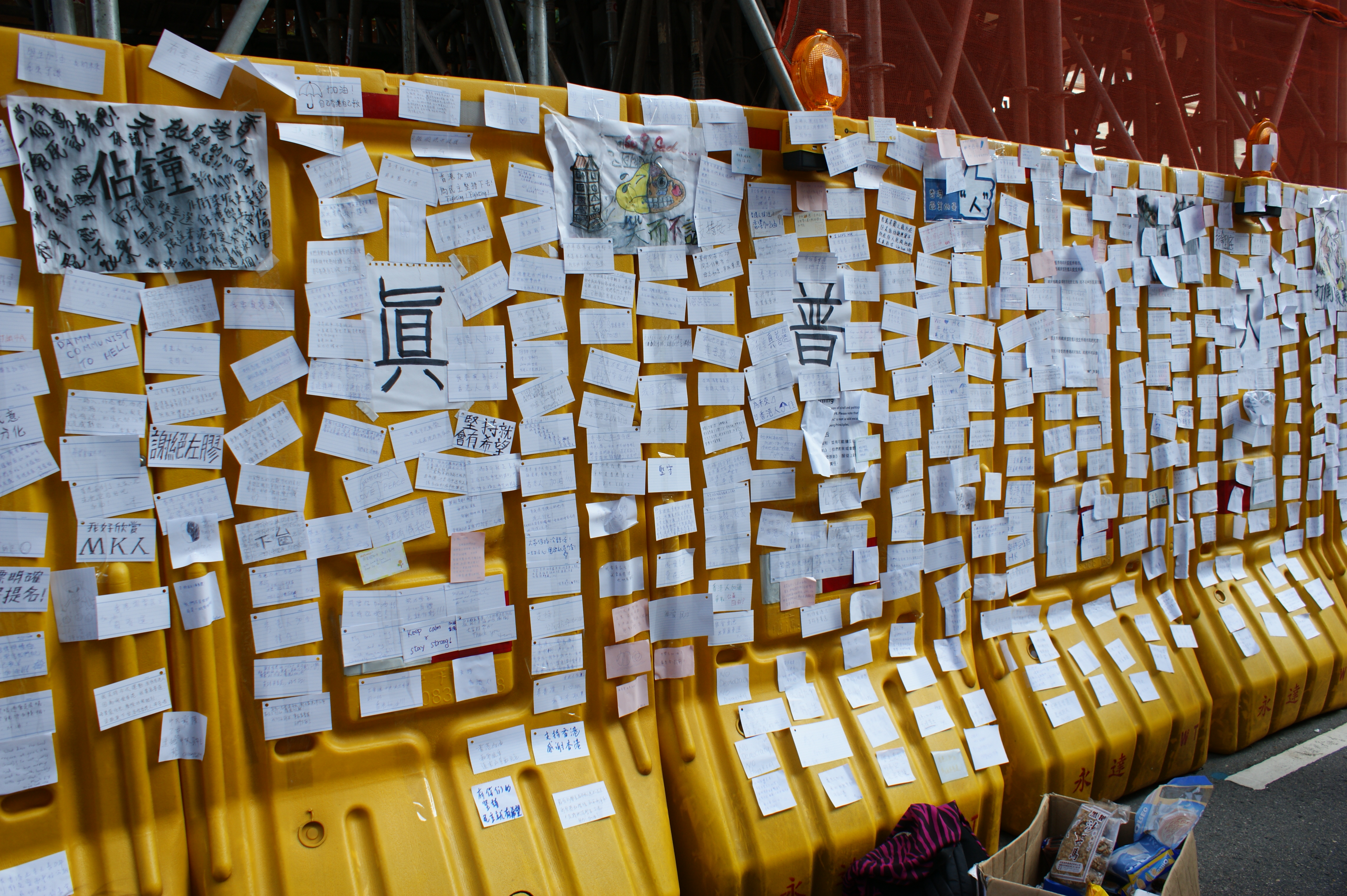
路障成為了市民的留言板
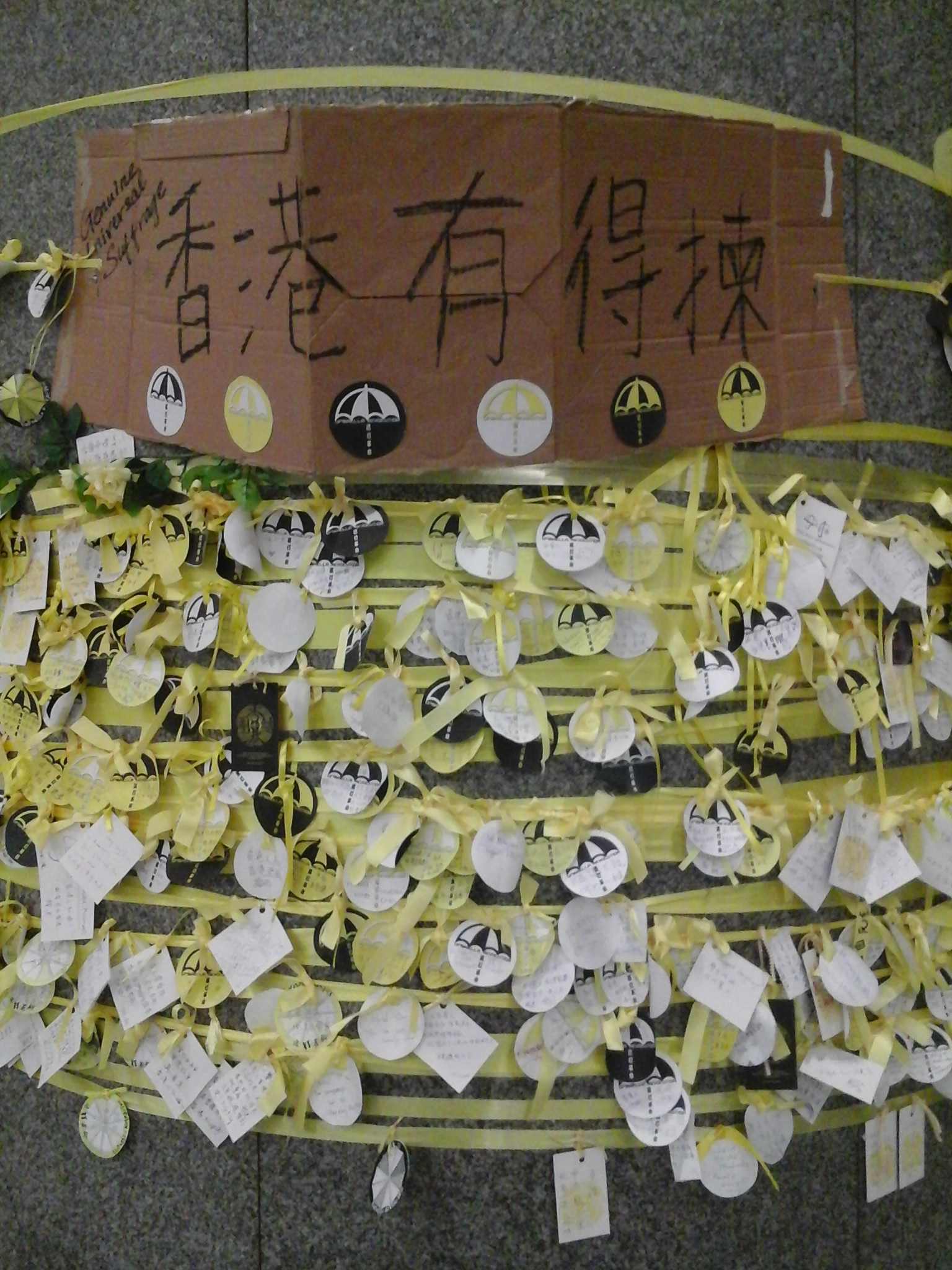
「香港有得揀」留言板
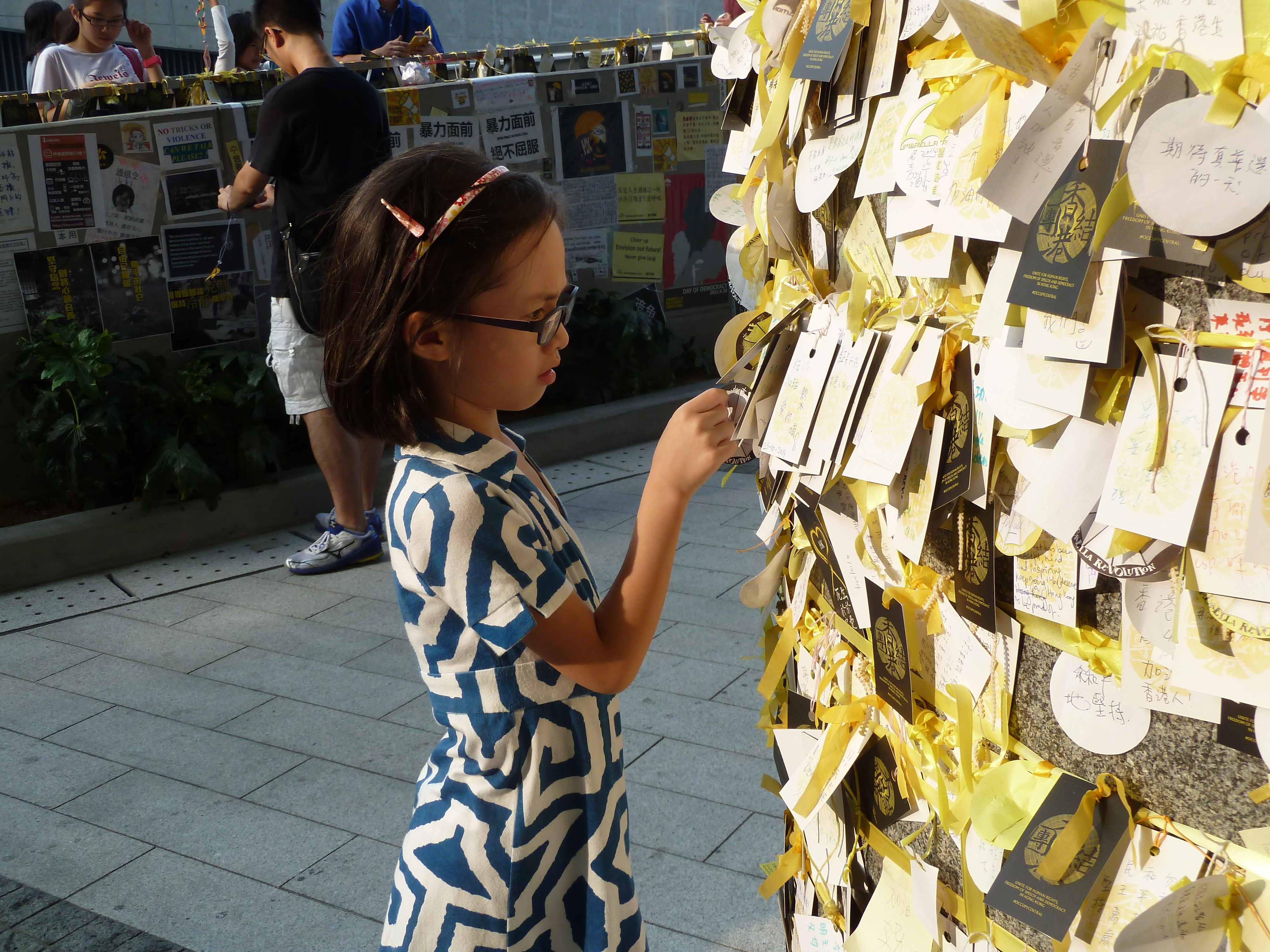
女孩在支柱上寫下留言
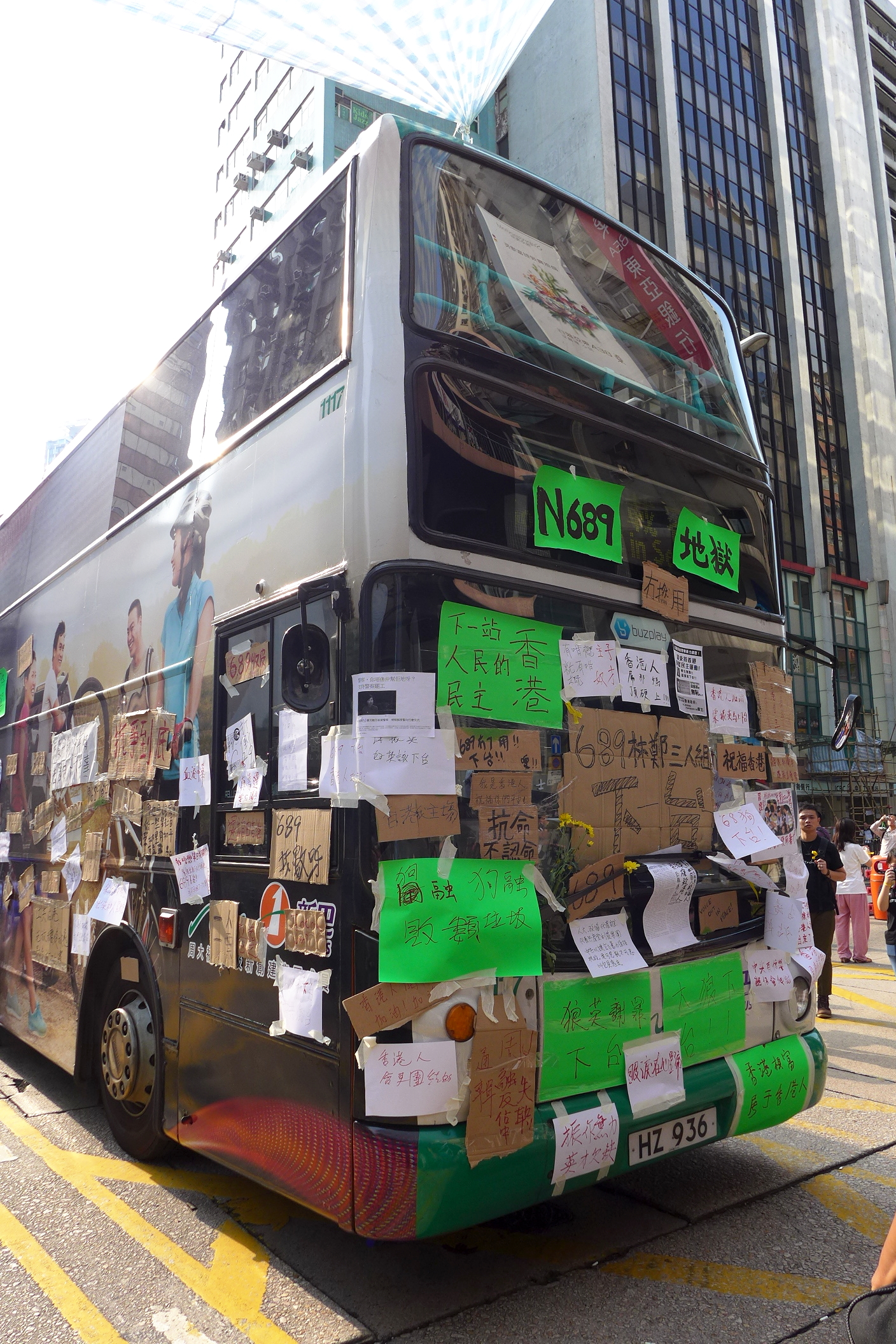
變成留言板的「689號巴士」

## 「我要真普選」巨型標語
2014年10月23日上午10時許，14名以「香港蜘蛛仔」為名的攀山愛好者，在獅子山上展示一幅6米乘28米寫上「我要真普選」的巨型橫額，聲援雨傘革命。寫上我要真普選，並印有雨傘圖案攀山行動召集人Andreas說，香港沒有普選，以致政府傾斜地產商，「捱出頭來」的「獅子山精神」已消失，希望透過行動聲援雨傘革命，以示「為公義拼搏，逆境自強」的新一代獅子山精神。有市民報案指有人爬上獅子山頂掛橫額，警方暫列作求警協助案處理。其後「我要真普選」巨型標語高掛在飛鵝山、大帽山、魔鬼山、太平山等處。
「我要真普選」巨型黃色直幡引起不少市民鼓舞，其後不少藝術家及市民創作相關的圖像在社區各處張貼，如街道的燈柱、大埔及觀塘的行人天橋、大學及中學校園等。當標語被拆除後，市民表明會「拆一掛十」。警方已發出新聞稿提醒市民，在街頭擅自安裝直幡可能會受到罰款。
而香港理工大學應用數學系所出的試題中其中一題更用了獅子山上掛「我要真普選」的直幡作為題目

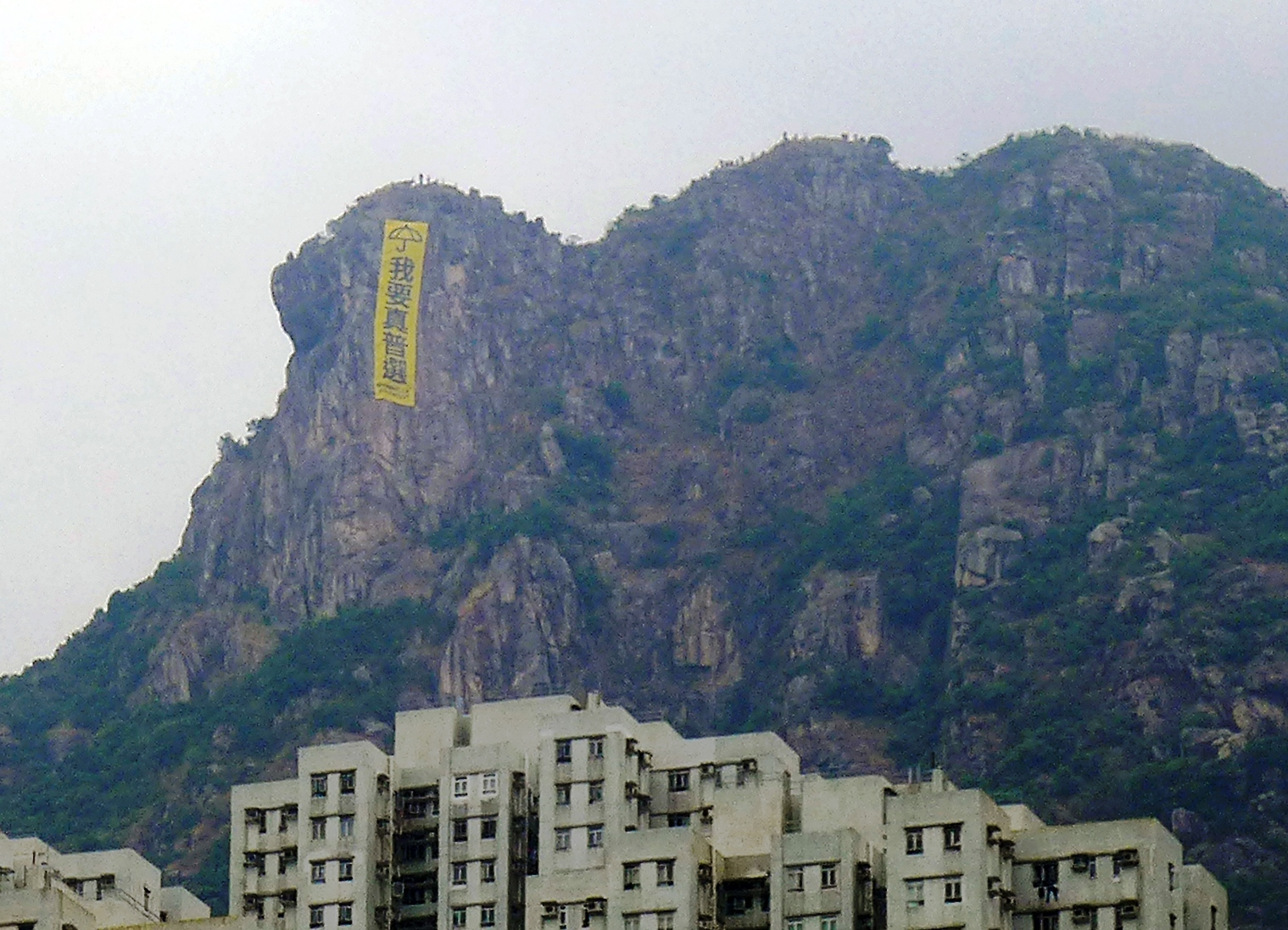
掛在獅子山上，寫著「我要真普選」的28米黃色直幡
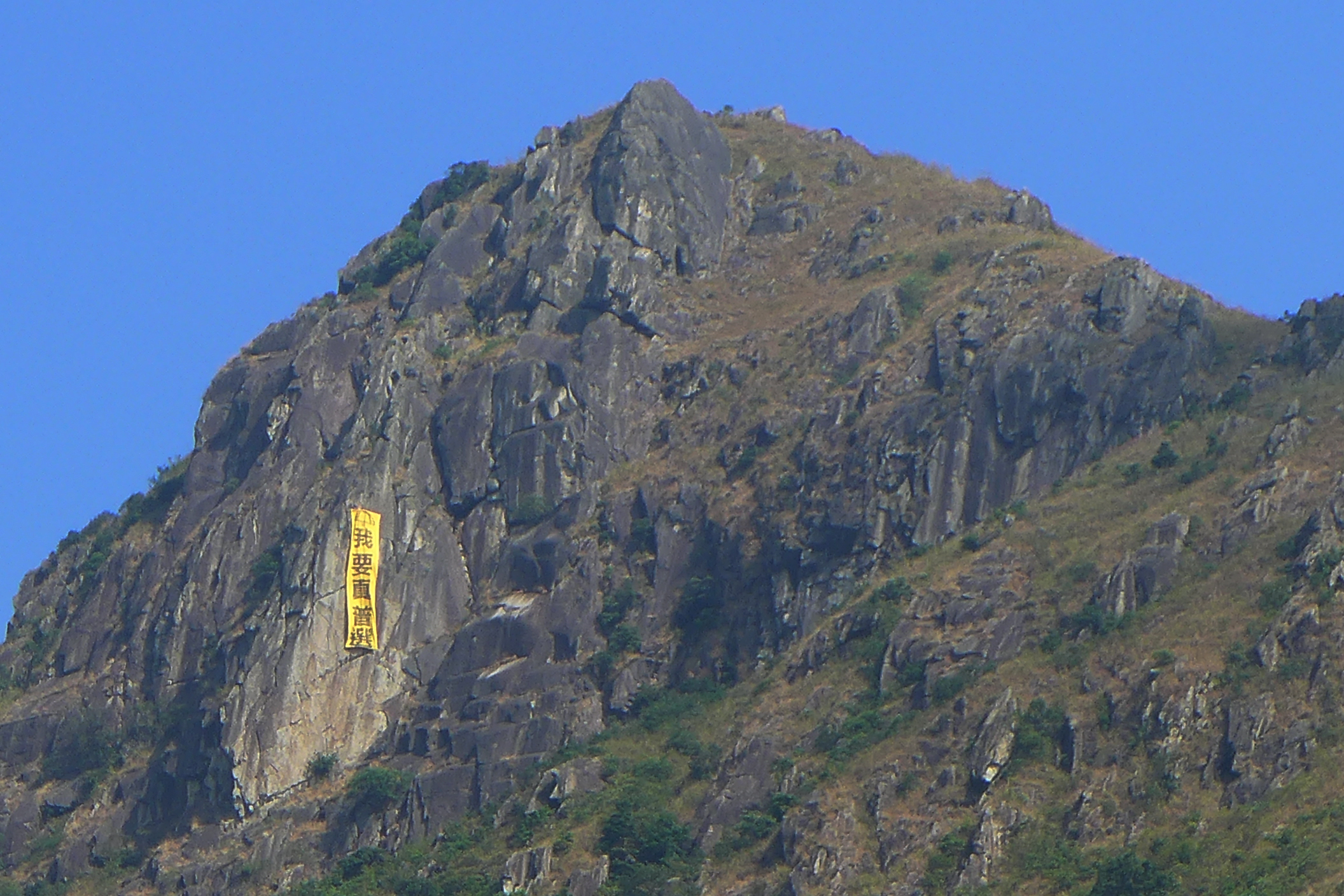
掛在飛鵝山上的20米直幡
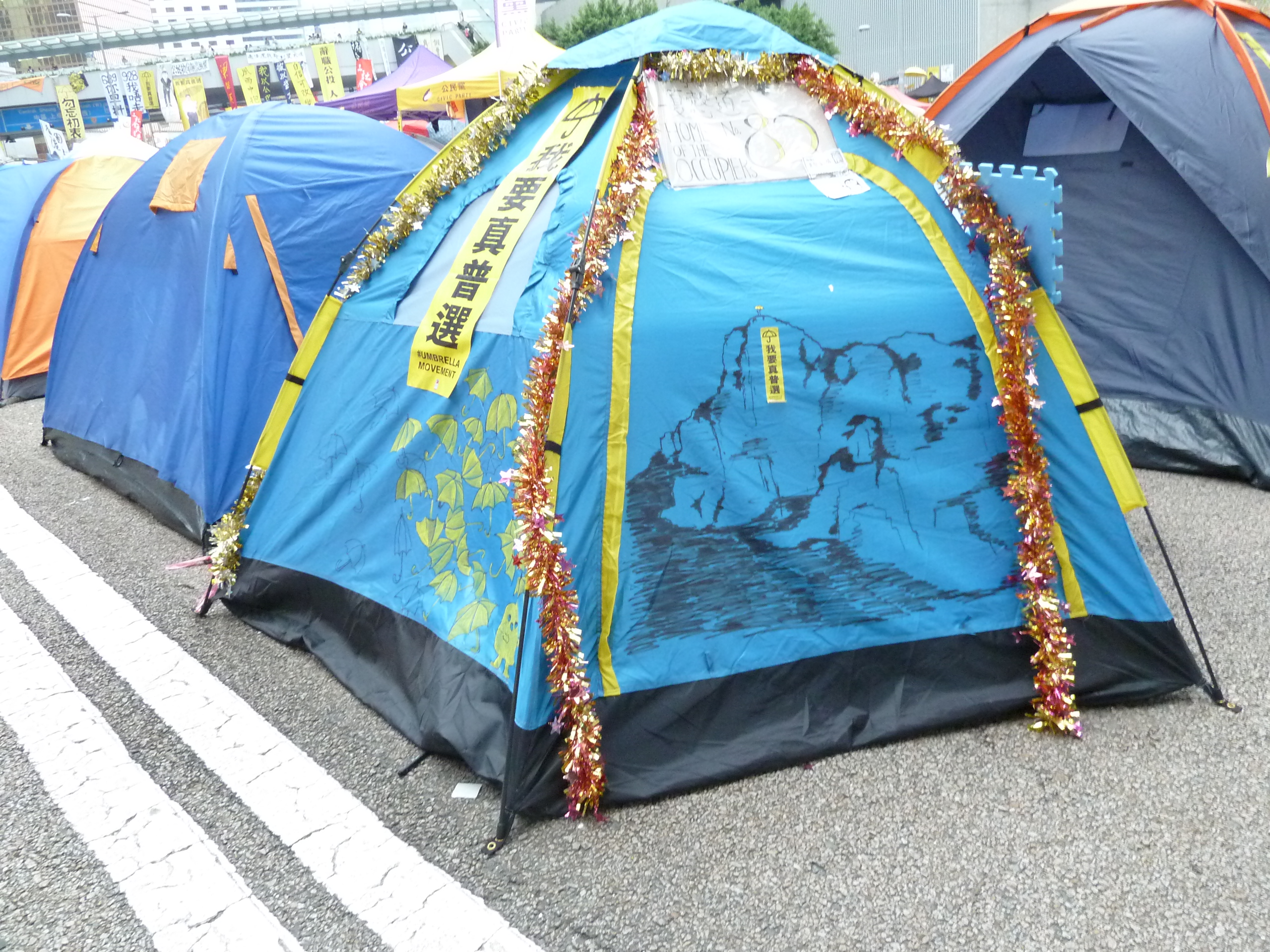
金鐘示威者帳篷上畫上獅子山

## 漫畫

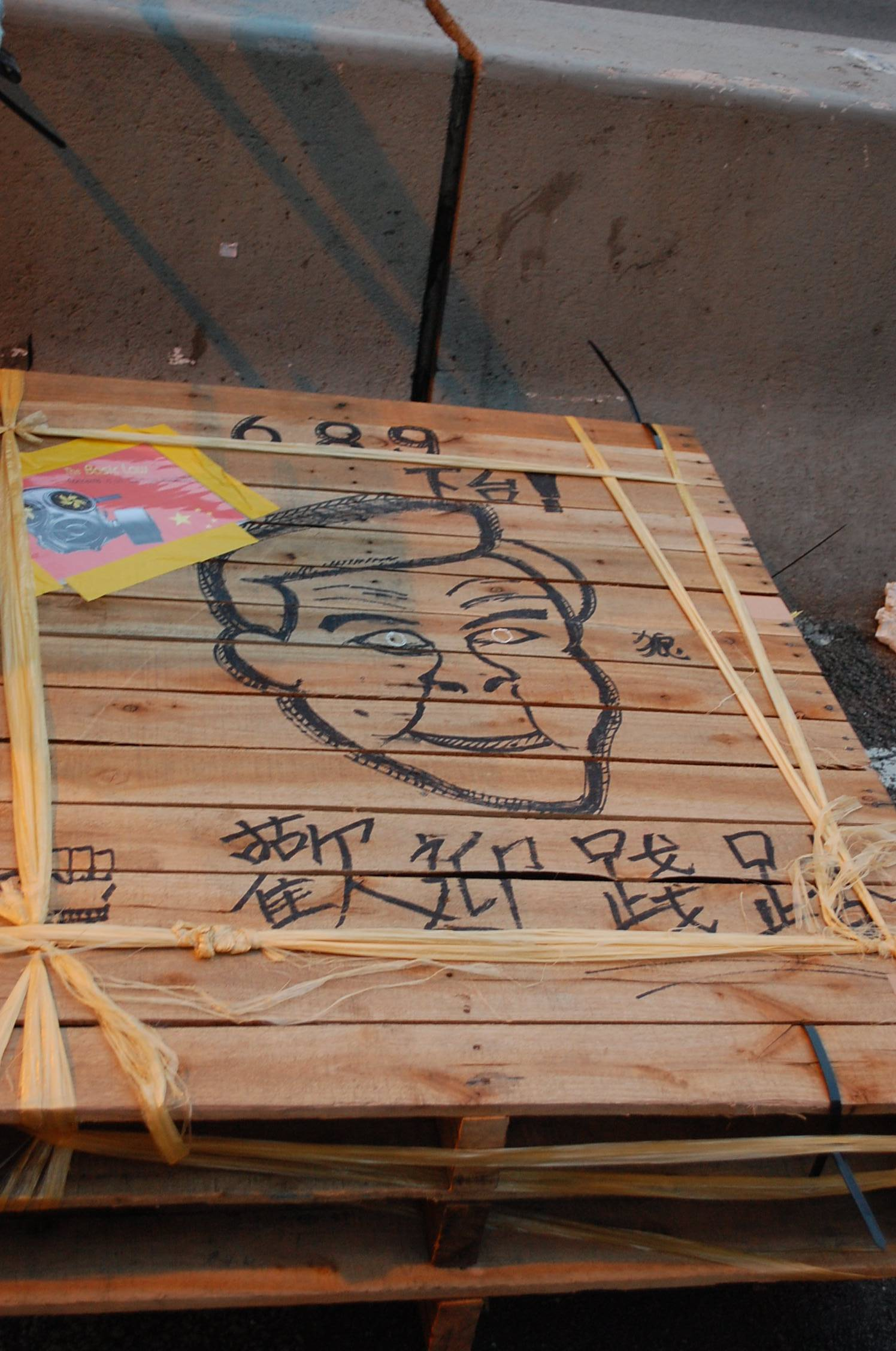
梁振英
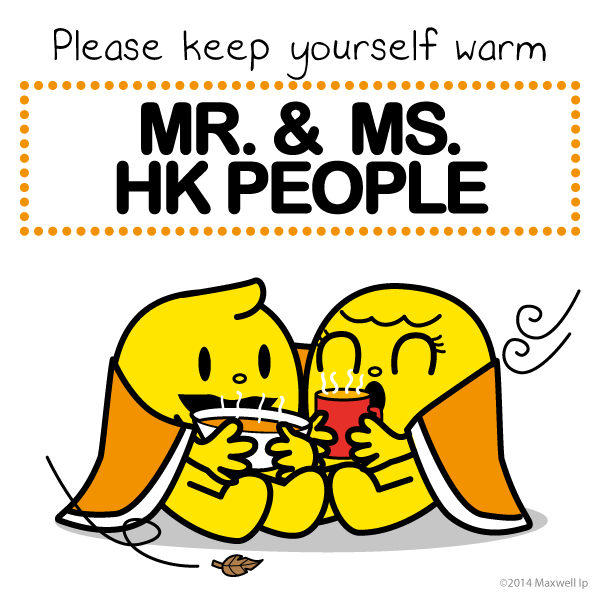
Mr and Ms HK People

## 歌曲
下列歌曲均被視為2014年香港6.22民間全民投票、七一大遊行、學界大罷課與佔領中環、雨傘革命等爭取自由民主的社會運動主題曲。
- 香港群星
  - 《撐起雨傘》〔作曲：Pan作曲；填詞：林夕；主唱：何韻詩、黃耀明、葉德嫻、謝安琪、馮翰銘、周國賢、盧凱彤、方皓玟、黃靖、黃馨、繆浩昌（6號）、李兆偉（阿偉）、黎萬宏（泥鯭）、Yellow、雞蛋蒸肉餅、呂甜（Tim Lui）、勞嘉怡（yukilovey）、苦榮、何丙、何山、Yamanyamo、黃曉暉（Goro）、Frankie、Kamkin〕
    - 《Umbrella in the Night》（《撐起雨傘》非正式英文版本）

  - 《為自由》（1989年演藝界聲援八九民運，「民主歌聲獻中華」主題曲）
- Beyond
  - 《海闊天空》
  - 《抗戰二十年》
  - 《光輝歲月》
  - 《不再猶豫》
  - 《長城》
- 謝安琪
  - 《家明》
  - 《最好的時刻》
  - 《雞蛋與羔羊》
- 峰岡利治（日语：峰岡利治）作詞作曲、初音未來主唱[23][24][25]
  - 《雨傘革命》[26]
  - 《虹色勇氣》[27]
  - 《九龍紡げば紅桜》[28]
  - 《飛》[29]
  - 《雨傘と警棒》[30]
  - 《umbrella revolution》(和桜作詞)[31][32]
- 茶米(dav)填詞、言和主唱
  - 《我們的未來》(改編自Neru的《かなしみのなみにおぼれる》)[33]
- 龍小菌
  - 《思潮作動》
  - 《雨傘花》
- 改編《孤星淚》之《Do You Hear the People Sing?》
  - 《人民之歌》
  - 《問誰未發聲》
- Sober Band（林保怡、陳豪、黃德斌）
  - 《年少無知》（電視劇《天與地》片尾曲）
- My Little Airport
  - 《今夜到干諾道中一起瞓》
- Supper Moment
  - 《無盡》（電視劇《總有出頭天》主題曲）
- MastaMic
  - 《我城》
- John Lennon
  - 《Imagine》
- 羅文
  - 《獅子山下》（電視劇《獅子山下》主題曲）
- 側田、劉浩龍
  - 《行者》（電視劇《使徒行者》主題曲）
- 曹震豪（天旋作詞作曲）
  - 《No Turning Back (Keep Fighting)》[34]
- 新青年理髮廳
  - 《世界最怕唔係荒謬》（歌曲中含有粗口）[35]

- 其他作品
  - 《淚彈浮城》[36]（香港82人製作，原曲為日語歌《反面烏托邦的雲圖》）
  - 《堅守》（加拿大香港人樂隊811填詞、譜曲及主唱）
  - 《撐著》（周耀輝填詞、黎曉陽譜曲主唱）
  - 《傘下奇蹟》（改編自《埃及王子》歌曲《When You Believe》）
  - 《圍城》（改編自《長城》）[37]
  - 《傘聚 UNITED UMBRELLA》[38]
  - 《FREEDOM》[39]
  - 《戰爭2014》[40]
  - 《自由花》（亦被視為六四紀念歌曲）
  - 《相信有愛就有奇蹟》（官方版本為中文及日文歌詞混合）
  - 《香港人的難忘時刻》（改編自《難忘時刻》）[41]
  - 《生日歌》/《Happy Birthday to You》
  - 《祝壽歌》[42]
  - 《愛，自由》[43]
  - 《話你戇鳩怕你嬲》（歌曲中含有粗口）[44]
  - 《話你令我蒙羞怕你嬲》（話你戇鳩怕你嬲無粗口版本）[45]
  - 《雨傘熱》（改編自《燕尾蝶》）[46]
  - 《就讓》[47]
  - 《醒吧！香港人》（改編自《困獸鬥》）[48]
  - 《傘下理想》（改編自《歲月的童話》）[49]
  - 《雨傘革命 Umberella Revolution - Hong Kong》（改編自《彌敦道》）[50]
  - 《海富天空》（改編自《海闊天空》）[51]
  - 《憑自我 硬漢子 夾錢打官司》（改編自《英雄故事》）[52]
  - 《藍絲紅絲》（改編自《勞斯．萊斯》，獲歌曲原唱者何韻詩以Madam Goo名義演唱）[53]
  - 《裂痕》（改編自《傳聞》）[54]
  - 《雨傘行者》（改編自《越難越愛》）[55]
  - 《日日去鳩嗚》（改編自《獨自去偷歡》）[56] （針對警方在旺角佔領區拆卸路障及其後的行動創作）
  - 《鳩嗚紅綠燈》（改編自《紅綠燈》）[57]
  - 《鳩嗚聖誕》（改編自《Lonely Christmas》）[58]
  - 《扑頭小將》（改編自《足球小將》）[59]
  - 《無賴689次方》（改編自《無賴》）[60]
  - 《沒有得你的允許我都會撐下去》（改編自《鍾無艷》）[61]

下列歌曲為2015年雨傘運動一周年特意為表達傘後部份香港人感受的歌曲。
- 《雨傘後》〔作曲：黃家駒；填詞：陳少琪；重新編曲：韋啟良；主唱：戴萃瑤〕[62]

## 「雨傘人」相片
雨傘人的照片描繪了一個不知名的男性示威者拿著雨傘以通過防暴警察發射的催淚彈。商业内幕描述了該照片為標誌性的。它連同多幅類似的照片已隨著抗議示威期間，被推特上千次；這顯出示威者用雨傘來保護自己免受催淚彈和水。它和多幅相關圖片的廣泛傳播，使得媒體把佔領中環運動的後續稱為「雨傘革命」。

## 舞台劇
- 那年我的孩子十七歲 － 劇中把雨傘運動與八九民運連繫，讓觀眾反思中國民主運動的經過及演化。

## 展覽
佔領運動一周年前夕，「雨傘運動視覺庫存」於灣仔軒尼詩道富德樓及油麻地活化廳舉辦展覽，為期3星期，展出多件在運動期間收集的物件，包括「不枯也不散」條幅、黃色「加油」立體大字、印有「支持小店」的紙牌等。有前來參觀的市民看到藝術品後，回憶起佔領期間種種經歷，多次飲泣，「再次見到實物，衝擊真係好大」。

## 外部連結
- Facebook專頁，雨傘革命藝術保護
- "雨傘革命背後的政治藝術 - 視頻" （页面存档备份，存于）. 頻道4. 2014年10月19日
- CNN視頻 在YouTube
- "雨傘運動的藝術 第一部分" （页面存档备份，存于） 作品, 香港電台, 2014年10月8日
- Facebook視頻 有關雨傘罩篷的創建
- 雨傘革命有關創作 在香港網絡大典的條目